# Tamm
Tamm é um município da Alemanha, no distrito de Ludwigsburg, na região administrativa de Estugarda, estado de Baden-Württemberg. Situa-se 6 km nordeste de Ludwigsburg, 4 km a sul de Bietigheim-Bissingen e aproximadamente 17 km norte do centro da cidade de Estugarda. No censo de 2005, o município tinha 12,112 habitantes.